# Урош Миловановић (фудбалер)
Урош Миловановић (Дуизбург, 18. октобар 2000) српски је фудбалер који тренутно наступа за Хихон.
Син је бившег фудбалера Горана Миловановића.

## Статистика

### Клупска
Ажурирано 5. јул 2024.
|                              |          |                     |     |    |   |   |   |   |   |   |     |    |  |  |
| ОФК Београд                  | 2016/17. | Прва лига Србије    | 1   | 0  | — | — | — | — | — | — | 1   | 0  |  |  |
| ОФК Београд                  | 2017/18. | Српска лига Београд | 12  | 5  | 1 | 0 | — | — | 0 | 0 | 13  | 5  |  |  |
| ОФК Београд                  | 2018/19. | Српска лига Београд | 8   | 3  | — | — | — | — | 0 | 0 | 8   | 3  |  |  |
| ОФК Београд                  | Укупно   | Укупно              | 21  | 8  | 1 | 0 | — | — | 0 | 0 | 22  | 8  |  |  |
|                              |          |                     |     |    |   |   |   |   |   |   |     |    |  |  |
| Графичар (позајмица)         | 2019/20. | Прва лига Србије    | 6   | 1  | — | — | — | — | — | — | 6   | 1  |  |  |
|                              |          |                     |     |    |   |   |   |   |   |   |     |    |  |  |
| Раднички Ниш                 | 2020/21. | Суперлига Србије    | 3   | 0  | 0 | 0 | — | — | — | — | 3   | 0  |  |  |
|                              |          |                     |     |    |   |   |   |   |   |   |     |    |  |  |
| Радник Сурдулица             | 2020/21. | Суперлига Србије    | 19  | 2  | 1 | 0 | — | — | — | — | 20  | 2  |  |  |
| Радник Сурдулица             | 2021/22. | Суперлига Србије    | 33  | 12 | 2 | 1 | — | — | — | — | 35  | 13 |  |  |
| Радник Сурдулица             | 2022/23. | Суперлига Србије    | 6   | 0  | 0 | 0 | — | — | — | — | 6   | 0  |  |  |
| Радник Сурдулица             | Укупно   | Укупно              | 58  | 14 | 3 | 1 | — | — | — | — | 61  | 15 |  |  |
|                              |          |                     |     |    |   |   |   |   |   |   |     |    |  |  |
| Хихон                        | 2022/23. | Друга лига Шпаније  | 12  | 0  | 4 | 4 | — | — | — | — | 16  | 4  |  |  |
|                              |          |                     |     |    |   |   |   |   |   |   |     |    |  |  |
| ТСЦ Бачка Топола (позајмица) | 2023/24. | Суперлига Србије    | 21  | 3  | 1 | 0 | 4 | 0 | — | — | 26  | 3  |  |  |
|                              |          |                     |     |    |   |   |   |   |   |   |     |    |  |  |
| Каријера                     | Каријера | Каријера            | 121 | 26 | 9 | 5 | 4 | 0 | 0 | 0 | 134 | 31 |  |  |
|                              |          |                     |     |    |   |   |   |   |   |   |     |    |  |  |

### Утакмице у дресу репрезентације
| Репрезентација Србије у узрасту до 18 година старости | Репрезентација Србије у узрасту до 18 година старости | Репрезентација Србије у узрасту до 18 година старости | Репрезентација Србије у узрасту до 18 година старости | Репрезентација Србије у узрасту до 18 година старости | Репрезентација Србије у узрасту до 18 година старости | Репрезентација Србије у узрасту до 18 година старости | Репрезентација Србије у узрасту до 18 година старости | Репрезентација Србије у узрасту до 18 година старости | Репрезентација Србије у узрасту до 18 година старости |
| #                                                     | Датум                                                 | Такмичење                                             | Локација                                              | Домаћин                                               | Резултат                                              | Гост                                                  | Мин.                                                  | Гол                                                   | Реф.                                                  |
| ----------------------------------------------------- | ----------------------------------------------------- | ----------------------------------------------------- | ----------------------------------------------------- | ----------------------------------------------------- | ----------------------------------------------------- | ----------------------------------------------------- | ----------------------------------------------------- | ----------------------------------------------------- | ----------------------------------------------------- |
| 1.                                                    | 11. децембар 2017.                                    | Међународни турнир у Израелу                          | СЦ ФС Израела, Тел Авив                               | Израел                                                | 1 : 0                                                 | Србија                                                |                                                       | [ 29 ]                                                |                                                       |
| 2.                                                    | 17. април 2018.                                       | Пријатељска утакмица                                  | Кућа фудбала, Стара Пазова                            | Србија                                                | 3 : 3                                                 | Босна и Херцеговина                                   | Гол                                                   | [ 30 ]                                                |                                                       |
| 3.                                                    | 19. април 2018.                                       | Пријатељска утакмица                                  | Кућа фудбала, Стара Пазова                            | Србија                                                | 2 : 2                                                 | Босна и Херцеговина                                   | Гол                                                   | [ 31 ]                                                |                                                       |
| 4.                                                    | 7. јун 2018.                                          | Пријатељска утакмица                                  | Кућа фудбала, Стара Пазова                            | Србија                                                | 3 : 4                                                 | Словенија                                             |                                                       | [ 32 ]                                                |                                                       |
| 4                                                     | Укупан број утакмица и постигнутих погодака           | Укупан број утакмица и постигнутих погодака           | Укупан број утакмица и постигнутих погодака           | Укупан број утакмица и постигнутих погодака           | Укупан број утакмица и постигнутих погодака           | Укупан број утакмица и постигнутих погодака           | Укупан број утакмица и постигнутих погодака           | 2                                                     |                                                       |

| Репрезентација Србије у узрасту до 19 година старости | Репрезентација Србије у узрасту до 19 година старости | Репрезентација Србије у узрасту до 19 година старости | Репрезентација Србије у узрасту до 19 година старости | Репрезентација Србије у узрасту до 19 година старости | Репрезентација Србије у узрасту до 19 година старости | Репрезентација Србије у узрасту до 19 година старости | Репрезентација Србије у узрасту до 19 година старости | Репрезентација Србије у узрасту до 19 година старости | Репрезентација Србије у узрасту до 19 година старости |
| #                                                     | Датум                                                 | Такмичење                                             | Локација                                              | Домаћин                                               | Резултат                                              | Гост                                                  | Мин.                                                  | Гол                                                   | Реф.                                                  |
| ----------------------------------------------------- | ----------------------------------------------------- | ----------------------------------------------------- | ----------------------------------------------------- | ----------------------------------------------------- | ----------------------------------------------------- | ----------------------------------------------------- | ----------------------------------------------------- | ----------------------------------------------------- | ----------------------------------------------------- |
| 1.                                                    | 13. септембар 2018.                                   | Пријатељска утакмица                                  | Кућа фудбала, Стара Пазова                            | Србија                                                | 2 : 0                                                 | Индија                                                |                                                       | [ 33 ]                                                |                                                       |
| 2.                                                    | 12. фебруар 2019.                                     | Пријатељска утакмица                                  | Стадион у Поречу                                      | Хрватска                                              | 0 : 0                                                 | Србија                                                |                                                       | [ 34 ]                                                |                                                       |
| 3.                                                    | 14. фебруар 2019.                                     | Пријатељска утакмица                                  | Стадион Плава лагуна, Пореч                           | Хрватска                                              | 1 : 0                                                 | Србија                                                |                                                       | [ 35 ]                                                |                                                       |
| 3                                                     | Укупан број утакмица и постигнутих погодака           | Укупан број утакмица и постигнутих погодака           | Укупан број утакмица и постигнутих погодака           | Укупан број утакмица и постигнутих погодака           | Укупан број утакмица и постигнутих погодака           | Укупан број утакмица и постигнутих погодака           | Укупан број утакмица и постигнутих погодака           | 0                                                     |                                                       |

| Репрезентација Србије у узрасту до 21 године старости | Репрезентација Србије у узрасту до 21 године старости | Репрезентација Србије у узрасту до 21 године старости | Репрезентација Србије у узрасту до 21 године старости | Репрезентација Србије у узрасту до 21 године старости | Репрезентација Србије у узрасту до 21 године старости | Репрезентација Србије у узрасту до 21 године старости | Репрезентација Србије у узрасту до 21 године старости | Репрезентација Србије у узрасту до 21 године старости | Репрезентација Србије у узрасту до 21 године старости |
| #                                                     | Датум                                                 | Такмичење                                             | Локација                                              | Домаћин                                               | Резултат                                              | Гост                                                  | Гол                                                   | Реф.                                                  |                                                       |
| ----------------------------------------------------- | ----------------------------------------------------- | ----------------------------------------------------- | ----------------------------------------------------- | ----------------------------------------------------- | ----------------------------------------------------- | ----------------------------------------------------- | ----------------------------------------------------- | ----------------------------------------------------- | ----------------------------------------------------- |
| 1.                                                    | 12. новембар 2021.                                    | Квалификације за Европско првенство                   | Стадион Карађорђе, Нови Сад                           | Србија                                                | 0 : 0                                                 | Фарска Острва                                         |                                                       | [ 36 ]                                                |                                                       |
| 2.                                                    | 16. новембар 2021.                                    | Квалификације за Европско првенство                   | Арена Лавов, Лавов                                    | Украјина                                              | 2 : 1                                                 | Србија                                                |                                                       | [ 37 ]                                                |                                                       |
| 3.                                                    | 24. март 2022.                                        | Квалификације за Европско првенство                   | Стадион Тржни центар, Београд                         | Србија                                                | 2 : 1                                                 | Северна Македонија                                    |                                                       | [ 38 ]                                                |                                                       |
| 4.                                                    | 29. март 2022.                                        | Квалификације за Европско првенство                   | ТСЦ академија, Бачка Топола                           | Србија                                                | 2 : 0                                                 | Јерменија                                             |                                                       | [ 39 ]                                                |                                                       |
| 4                                                     | Укупан број утакмица и постигнутих погодака           | Укупан број утакмица и постигнутих погодака           | Укупан број утакмица и постигнутих погодака           | Укупан број утакмица и постигнутих погодака           | Укупан број утакмица и постигнутих погодака           | Укупан број утакмица и постигнутих погодака           | 0                                                     |                                                       |                                                       |